# 10,5-cm-Flak L/45
Die 10,5-cm-Flak L/45, auch 10,5-cm-Kraftzugflak L/45 (kurz 10,5-cm-K.-Zugflak L/45), war eine Flugabwehrkanone des Deutschen Kaiserreiches und wurde im Ersten Weltkrieg eingesetzt.

## Entwicklung
Die Friedrich Krupp AG erkannten im Laufe des Krieges, dass eine erfolgreiche Bekämpfung von Flugzeugen hauptsächlich durch die Steigerung der Mündungsgeschwindigkeit erreicht wurde. Somit begann Krupp mit Tests und Versuchen mit Kanonen vom Kaliber 10,5 cm und stellte sie auf Geschützwagen. Daraus resultierte die 10,5-cm-Kraftzugflak L/45 (Kp).

## Technische Beschreibung

### 10,5-cm-Kraftzugflak L/45 (Kp)
Die 10,5-cm-Kraftzugflak L/45 (Kp) ähnelte in vielen Dingen der 8,8-cm-Kraftzugflak L/45 (Kp). So war das Geschützrohr ein Vollrohr mit einem verdiebelten Bodenstück und einem Gegenring. Zur Führung des Geschützrohres auf der Rohrwiege, wurden zwei Klauenpaare angeschmiedet. Der Verschluss war ein halbselbsttätiger Schubkurbelverschluss, welcher von rechts und links bedient werden konnte. Die Rohrwiege nahm eine Rohrbremse auf. Oberhalb der Gleitbahn des Geschützrohres war eine Haube angebracht, welche einen Luftvorholer aufnahm. Damit glitt das Geschützrohr nach der Schussabgabe in seine Ausgangsposition zurück. Während der Fahrt wurden das Geschützrohr und die Rohrwiege fest verzurrt.
Die Lafette war ein viereckiger Kasten aus Stahlblechwänden, welcher auf einer Säule des Geschützwagen ruhte. Mittels zweier Kugellager war das Geschütz darauf um 360 Winkelgrad drehbar. Für die Bedienmannschaft befand sich an der Lafette drei, in Fahr- und Schussstellung feststellbare, Richtsitze. Diese konnten geringfügig in der Höhe verändert werden.
Das Geschütz verfügte über einen Haupt-, Zusatz- und Gegenausgleicher. Der Hauptausgleicher diente zur Aufhebung des Vordergewichts von Rohrwiege und Geschützrohr. Wenn das Geschütz in der Höhe zwischen 0 und 20 Winkelgrad ausgerichtet wurde, unterstützte ein Zusatzausgleicher den Hauptausgleicher. Bei einer Rohrerhöhung zwischen 50 und 70 Winkelgrad, wirkte ein hinterer Gegenausgleicher dem Hauptausgleicher entgegen.
Die Seitenrichtung erfolgte mithilfe eines Schneckenantriebes, welcher auf beiden Seiten der Lafette mit Handrädern gedreht werden konnte. Die Höhenrichtung erfolgte durch die Höhenrichtmaschine mit einem Planetengetriebe. Auch diese wurde manuell mit Handräder gedreht. Für die Bedienung der Zieleinrichtung waren drei Soldaten erforderlich. Zwei befanden sich and er rechten, einer an der linken Seite der Flak. Einer auf der rechten Seite bediente die Geländewinkelrichtmaschine und visierte das Ziel mit dem Zielfernrohr an. Der zweite Soldat bediente die Regler und stellte die abgelesene Rohrerhöhung ein. Der Soldat auf der linken Seite war ausschließlich für die Seitenrichtung zuständig und verfolgte mithilfe eines Zielfernrohres das Ziel. Die verwendete Munition der 10,5-cm-Kraftzugflak L/45 (Kp) bestand aus einer Granaten mit einer Füllung von 815 g Sprengstoff. Die gesamte Granate wog damit 17,4 kg. Zusammen mit der Treibladung kam man hier auf 25,2 kg.

#### Geschützwagen (Kp)
Der Geschützwagen, auf dem die Flak montiert war, war ein vierrädriger Plattformwagen mit federnd gelagerten Achsen. Der Wagenrahmen wurde durch zwei Längsträger aus Stahlblech gebildet, welche durch Quer-, Deck- und Bodenbleche miteinander verbunden waren. Das mittlere Deckblech bildete den mittleren Teil der Plattform. Diese konnte durch das Abklappen von Seitenblechen zu einem Vollkreis verbreitert werden. Mittig dieser Plattform befand sich eine hohle Säule aus Stahl.
Um den Geschützwagen bei der Schussabgabe zu versteifen, wurden zwei Seitenstützen heruntergelassen. Diese konnten auf einem unebenen Boden bis zu 5 Winkelgrad ausgleichen. Jede dieser Stützen konnte mit einer Stellschraube fest auf dem Erdboden gedrückt werden. An den Enden der Stützen befanden sich Fußplatten, welche mit Bettungspfählen in der Erde verankert wurden. Die Wagenfedern verfügten über Schraubenspindeln, um sie bei der Schussabgabe zu versteifen.
Die Räder hatten anstatt Speichen zwei gewölbte Stahlscheiben, welche durch ihre Wölbung eine gewisse Federung ermöglichten. Weil man davon ausging, das Geschütz seltener auf Straßen und mehr im Gelände zu bewegen, waren die Reifen breiter gehalten. Die Bremsvorrichtung des Geschützwagen waren Backenbremsen, welche auf alle Räder wirkten. Über der Vorderachse befanden sich zwei Sitze, für die Bedienmannschaft während der Fahrt, und vier über der Hinterachse. Gezogen wurde das Geschütz hauptsächlich durch den Kraftwagen Krupp-Daimler KD 1, konnte aber auch durch Zugtiere bewegt werden.

### 10,5-cm-Ortsfeste Flak L/45 (Kp)
Eine weitere Flugabwehrkanone von Krupp mit dem Kaliber von 10,5 cm war die 10,5-cm-ortsfeste Flak L/45 (Kp) auf Bettung, kurz 10,5-cm-O.-Flak L/45 (Kp). Das Geschützrohr und die Lafette waren identisch zur 10,5-cm-Kraftzugflak L/45 (Kp), jedoch war der Unterbau komplett neu. Das Geschütz war mit einer automatischen Ladevorrichtung versehen. Dies geschah aus dem Grund, weil die Kanoniere nicht in der Lage waren die schweren Granaten in der erforderlichen schnelle Folge zu laden. Weiterhin fiel der linksseitige Abzug bei dem Geschütz weg.
Der Sockel mit einer Vorrichtung zum Senkrechtstellen war hohl und lief im unteren Bereich in eine dreieckige Fußplatte aus. Der Sockel selber ruhte auf drei, mit einem Kugelkopf versehene, Bolzen. Einer davon war starr mit der Grundplatte verbunden. Die drei Bolzen bildeten die Eckpunkt eines gleichseitigen Dreiecks. Das Senkrechtstellen erfolgt durch das Drehen der zwei beweglichen Stellbolzen. Das Geschütz wurde entweder auf einer Beton- oder Eisenbettung aufgestellt. Ohne die Bettung wog die ortsfeste Flak 5,52 t.

## Einsatz
Die ersten kamen Ende 1916 an die Front. Bei der 10,5-cm-Kraftzugflak L/45 (Kp) waren die Gewichtsverhältnisse sehr ungünstig und die Beweglichkeit gegenüber der 8,8-cm-Flak wesentlich schlechter. Die Deckung gegen Sicht und gegnerisches Feuer waren hier noch geringer. Die 25,2 kg schweren Granaten musste per Hand geladen werden, was sich deutlich auf die Feuergeschwindigkeit auswirkte. Zwar kam eine automatische Ladevorrichtung zum Einsatz, diese konnte die Mängel allerdings nicht komplett beheben. Auch wenn das große Kaliber gewünscht wurde, zeigte sich ein direkter Einsatz an der Frontlinie als nicht möglich. Der Einsatz als ortsfeste Flak hingegen, im Heimatschutz und im weiter rückwärts gelegenen Operationsgebiet zum Schutz von wichtigen Objekten, erwies sich als die bessere Möglichkeit.